# 毛里塔尼亚历史
在古典时代，毛里塔尼亚这块领土位于利比亚的边缘。3世纪，柏柏尔人移入此地。毛里塔尼亚这个名字源于古代柏柏尔人王国和罗马的毛里塔尼亚省。历史上的毛里塔尼亚位于现代的北部。穆斯林于7——8世纪攻占马格里布，但没有非常往南的侵入。毛里塔尼亚的伊斯兰化是从11世纪开始。欧洲殖民者对这地区并没有太大兴趣，直到法国因为连接北非和西非的战略原因而侵入。毛里塔尼亚于1904年成为法属西非的一部分。1960年，毛里塔尼亚由法兰西共同体的自治共和国成为独立国家。

## 早期历史
在古典时代，现今毛里塔尼亚是一块干旱的疏林草原地块。一些半游牧的部落在此居住。罗马人对此进行一些探索。有证据显示罗马人曾进行商业活动。3世纪初，柏柏尔人移入此地。8世纪之后，阿拉伯人可能随着进去，并且同化了当地原住民。从8世纪至15世纪，从南部而来的加纳帝国，马里帝国和桑海帝国带来政治影响。
分散的部落削弱了形成毛里塔尼亚的共同体。

## 伊斯兰化
伊斯兰化在毛里塔尼亚是一个逐渐的过程，大约跨越500年。伊斯兰化一开始是缓慢的，随着和柏柏尔人和阿拉伯人的商业贸易而加快。伊斯兰化没有坚定直到11到12世纪也门阿拉伯人的到来。15至19世纪，欧洲与毛里塔尼亚的接触主要源于阿拉伯胶的交易。欧洲人之间的竞争促使阿拉伯-柏柏尔人的一个部落摩尔人维持着他们的独立性，以及随后得到法国每年的付款。法国此时已经控制了塞内加尔河流域。

## 法国殖民统治
法国殖民毛里塔尼亚与其他的法属西非紧密相连。然而，法国并没有将它的政策和直接统治应用与毛里塔尼亚。第二次世界大战之后，和其他法属西非那样，毛里塔尼亚接受法国殖民体系的改革。这些改革是涉及权力下方和内部自治。尽管民族主义席卷法属西非，然后当1960年11月28日，毛里塔尼亚独立时，她的政治和经济水凭充其量相当于一个胚胎水平。

## 独立
独立后，毛里塔尼亚快速发展成为一个一党制国家。

## 1978年至1991年
1978年，发生非流血政变，总统流亡法国。

## 1991年至今
1991年，一个新宪法通过，结束了军政府统治。1998年，尽管国内反对，毛里塔尼亚成为第三个承认以色列的阿拉伯国家。
2005年8月3日，总统卫队趁总统塔亚不在国内之际发动军事政变，宣布成立民主与公正军事委员会。
2006年6月25日，毛里塔尼亚就修改宪法条款举行全民投票，以确保国家政权顺利实行民主过渡。
2008年8月6日，毛里塔尼亚发生军事政变，总统阿卜杜拉希和总理瓦格夫被扣押[12]。其後部份軍人成立了軍政府国务委员会。军政府於8月11日释放了总理瓦格夫和内政部长等4人，但总统阿卜杜拉希仍被软禁在首都努瓦克肖特。
2009年7月18日舉行總統選舉，政變領導者穆罕默德·乌尔德·阿卜杜勒·阿齐兹當選。